# Arnoldo Wion

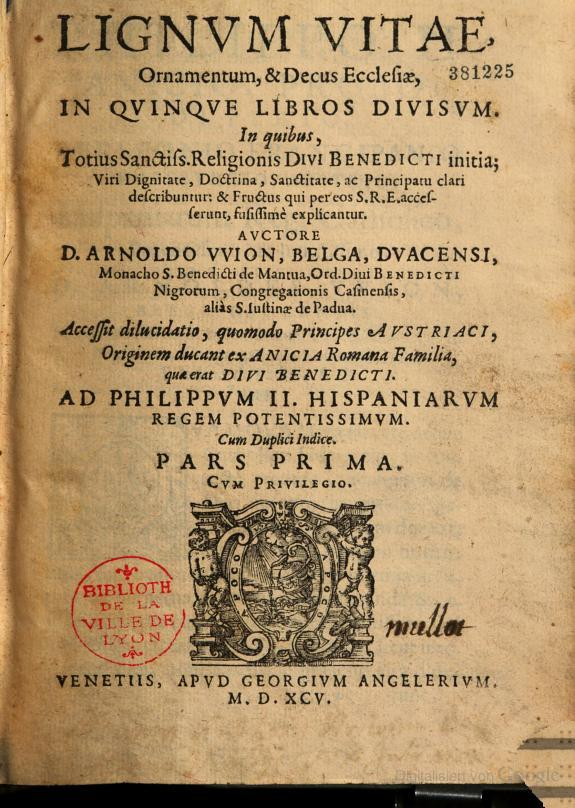
Publicación por Arnold Wion - Lignum vitae, ornamentum, & decus Ecclesiae, 1595.

Arnoldo Wion o Arnoldo de Wyon (Douai, 1554 - Mantua, siglo XVII) fue un monje benedictino y editor.
En 1595
―a los 41 años― publicó en Venecia un grueso libro titulado:

Lignum vitae, ornamentum, & decus Ecclesiae (‘el árbol de la vida, el ornamento y la gloria de la Iglesia’)

auctore Donno Arnoldo Vvion (‘autor Dom Arnoldo Wion’)

belga, duacensi, & mónacho S. Benedicti de Mantua (‘belga, de Douai, y monje de san Benito en Mantua’)
Un pasaje de ese libro, «Prophetía S. Malachíae, Archiepíscopi de Summis Pontíficibus», es la controvertida «profecía de los papas», que él atribuyó al santo irlandés Malaquías de Armagh (1094-1148).
En los siglos anteriores a la publicación de este libro, ya circulaban entre los obispos «ruedas» con grabados y monedas enigmáticas que influyeron en varios cónclaves.
Posiblemente Arnoldo de Wión se basó en esas ruedas, y creó otras profecías.
En un libro de Roger Duguet (el abad Paul Boulin) Circa tiare (‘alrededor de la tiara’), publicado por Sorlot, se encuentra una descripción de esas profecías.
Las profecías de san Malaquías, a pesar de la publicidad que tuvieron, no poseen prácticamente ninguna coincidencia sorprendente entre algún texto y el papa con el que se supone que debe coincidir. La mayoría de las profecías son crípticas y esotéricas. Para justificarlas, los apologistas se ven obligados a utilizar laboriosamente los escudos de la familia del papa en cuestión, o los de su ciudad natal o los de alguna ciudad relacionada de alguna manera con él (donde fue obispo, etc.) o de la orden a la que pertenecía, etc.
Este texto no es tomado en serio por ningún científico, y no se utiliza dentro de la Iglesia (al menos no oficialmente).
Como todos los textos del mismo tipo (incluyendo las Centurias de Nostradamus), el efecto predictivo es siempre nulo, ya que nunca se puede predecir lo que sucederá: siempre se logra establecer alguna relación entre alguna profecía y un acontecimiento importante después de que este ha sucedido.